# Clasificación para la Copa Africana de Naciones de 1988
La clasificación para la Copa Africana de Naciones de 1988 determinó que ocho selecciones participarían en la Copa Africana de Naciones 1988. Se dividió en una fase preliminar y dos rondas donde saldrían seis clasificados, mediante eliminatorias de ida y vuelta. Los otros dos eran el local (Marruecos) y el campeón de la edición anterior (Egipto).

## Ronda Preliminar
| Angola       | vs | Gabón    | R. Centroafricana | vs | Congo             |
| Etiopía      | vs | Tanzania | Guinea            | vs | Gambia            |
| Madagascar   | vs | Mauricio | Ruanda            | vs | Lesotho           |
| Sierra Leona | vs | Liberia  | Togo              | vs | Guinea Ecuatorial |
| Túnez        | vs | Malí     | Somalia           | vs | Uganda            |

### Detalle de partidos
| 16 de agosto de 1986 | Guinea | 2:1 | Gambia | -, Conakri Guinea |  |

| 30 de agosto de 1986 | Gambia | 0:1 (Global 1:3) | Guinea | -, Banjul Gambia |  |

Guinea pasó de ronda con un marcador global (3:1)
| 5 de octubre de 1986 | Uganda | 5:0 | Somalía | -, Kampala Uganda |  |

| 19 de octubre de 1986 | Somalía | 0:0 (Global 0:5) | Uganda | -, Mogadiscio Somalia |  |

Uganda pasó de ronda con un marcador global (5:0)
| 5 de octubre de 1986 | Angola | 1:0 | Gabón | Estádio dos Coqueiros, Luanda Angola |  |

| 19 de octubre de 1986 | Gabón          | 1:0 (0:0) (3:5 p.)(Global 1:1) | Angola | -, Libreville Gabón |  |
|                       | Guy Anotho 68' |                                |        |                     |  |

Angola pasó de ronda con un marcador global (1:1) Definición por penales (5:3)
| 5 de octubre de 1986 | República Centroafricana | 1:2 | Congo | -, Bangui República Centroafricana |  |

| 19 de octubre de 1986 | Congo | 5:1 (Global 7:2) | República Centroafricana | -, Brazzaville Congo |  |

Congo pasó de ronda con un marcador global (7:2)
| 5 de octubre de 1986 | Sierra Leona | 2:1 | Liberia | -, Freetown Sierra Leona |  |

| 19 de octubre de 1986 | Liberia | 1:1 (Global 2:3) | Sierra Leona | -, Monrovia Liberia |  |

Sierra Leona pasó de ronda con un marcador global (3:2)
| 5 de octubre de 1986 | Etiopía | 4:2 | Tanzania | -, Adís Abeba Etiopía |  |

|  | Tanzania | w/o | Etiopía |  |  |

Tanzania pasó de ronda después que Etiopía se retirara
|  | Madagascar | w/o | Mauricio |  |  |

|  | Mauricio | w/o | Madagascar |  |  |

Madagascar pasó de ronda después que Mauricio se retirara
|  | Ruanda | w/o | Lesoto |  |  |

|  | Lesoto | w/o | Ruanda |  |  |

Ruanda pasó de ronda después que Lesoto se retirara
|  | Togo | w/o | Guinea Ecuatorial |  |  |

|  | Guinea Ecuatorial | w/o | Togo |  |  |

Togo pasó de ronda después que Guinea Ecuatorial se retirara
|  | Túnez | w/o | Mali |  |  |

|  | Mali | w/o | Túnez |  |  |

Túnez pasó de ronda después que Mali se retirara

## Primera ronda
| Angola       | vs | Zaire   | Congo      | vs | Costa de Marfil |
| Tanzania     | vs | Sudán   | Guinea     | vs | Senegal         |
| Madagascar   | vs | Kenia   | Ruanda     | vs | Malawi          |
| Sierra Leona | vs | Ghana   | Togo       | vs | Nigeria         |
| Túnez        | vs | Argelia | Uganda     | vs | Camerún         |
| Libia        | vs | Zambia  | Mozambique | vs | Zimbabue        |

### Detalle de partidos
| 27 de marzo de 1987 | Argelia          | 1:0 (1:0) | Túnez | Estadio 5 de julio de 1962, Argel Argelia                           |                                                                     |
|                     | Rabah Madjer 19' |           |       | Asistencia: 35.000 espectadores Árbitro(s): Hassan Chafai Marruecos | Asistencia: 35.000 espectadores Árbitro(s): Hassan Chafai Marruecos |

| 14 de abril de 1987 | Túnez                   | 1:1 (1:1) (Global 1:2) | Argelia          | Estadio El Menzah, Túnez                                                   |                                                                            |
|                     | Abdelkader Rakbaoui 31' |                        | 38' Djamel Menad | Asistencia: 50.000 espectadores · Árbitro(s): Mohamed Hussam El-Din Egipto | Asistencia: 50.000 espectadores · Árbitro(s): Mohamed Hussam El-Din Egipto |

Argelia pasó de ronda con un marcador global (2:1)
| 28 de marzo de 1987 | Kenia                                 | 2:0 (2:0) | Madagascar | Estadio Municipal de Mombasa, Mombasa Kenia |                                         |
|                     | Ambrose Ayoyi 31' · Abbas Magongo 41' |           |            | Árbitro(s): Yusuf Mohamed Sheikh Egipto     | Árbitro(s): Yusuf Mohamed Sheikh Egipto |

| 12 de abril de 1987 | Madagascar                                 | 2:1 (Global 2:3) | Kenia             | Estadio Mahamasina, Antananarivo Madagascar |                                    |
|                     | Michel Yves 10' · Bonaventure Velonosy 15' |                  | 30' George Odembo | Árbitro(s): John Nkathazo Zimbabue          | Árbitro(s): John Nkathazo Zimbabue |

Kenia pasó de ronda con un marcador global (3:2)
| 28 de marzo de 1987 | Nigeria                                    | 2:0 (2:0) | Togo | Estadio Surulere, Lagos Nigeria |                                 |
|                     | Tarila Okorowanta 17' · Osaro Obobaifo 45' |           |      | Árbitro(s): Albert Agbovi Ghana | Árbitro(s): Albert Agbovi Ghana |

| 12 de abril de 1987 | Togo | 1:1 (1:0) (Global 1:3) | Nigeria             | -, Lomé Togo                                   |                                                |
|                     | 36'  |                        | 90' Humphrey Edobor | Árbitro(s): François Boni Yapo Costa de Marfil | Árbitro(s): François Boni Yapo Costa de Marfil |

Nigeria pasó de ronda con un marcador global (3:1)
| 29 de marzo de 1987 | Camerún                                                                             | 5:1 (2:0) | Uganda         | Estadio Ahmadou Ahidjo, Yaundé Camerún     |                                            |
|                     | Eugène Ekéké 12' · Isaac Sinkot 21' · François Omam-Biyik 49' 52' · Roger Milla 67' |           | 34' Paul Nkata | Árbitro(s): Pierre Alain Mounguengui Gabón | Árbitro(s): Pierre Alain Mounguengui Gabón |

| 11 de abril de 1987 | Uganda                                                   | 3:1 (1:0) (Global 4:6) | Camerún                 | -, Kampala Uganda                             |                                               |
|                     | Paul Hasule 41' · Sunday Mokiri 50' · Stephen Bogere 69' |                        | 79' François Omam-Biyik | Árbitro(s): Mohamed Abdelsalam Gasmalla Sudán | Árbitro(s): Mohamed Abdelsalam Gasmalla Sudán |

Camerún pasó de ronda con un marcador global (6:4)
| 29 de marzo de 1987 | Costa de Marfil                    | 2:0 | Congo | -, Abiyán Costa de Marfil          |                                    |
|                     | Abdoulaye Traoré · Youssouf Fofana |     |       | Árbitro(s): Festus Okubule Nigeria | Árbitro(s): Festus Okubule Nigeria |

| 5 de abril de 1987 | Congo      | 1:2 (Global 1:4) | Costa de Marfil                    | -, Brazzaville Congo                |                                     |
|                    | Guy Nkeoua |                  | Abdoulaye Traoré · Youssouf Fofana | Árbitro(s): Laurent Pettcha Camerún | Árbitro(s): Laurent Pettcha Camerún |

Costa de Marfil pasó de ronda con un marcador global (4:1)
| 29 de marzo de 1987 | Mozambique    | 1:1 (0:1) | Zimbabue         | -, Maputo Mozambique                  |                                       |
|                     | Amade Chababe |           | 12' Moses Chunga | Árbitro(s): Macnever Mang'anda Malaui | Árbitro(s): Macnever Mang'anda Malaui |

| 11 de abril de 1987 | Zimbabue                                                       | 3:2 (1:1) (Global 4:3) | Mozambique                               | Estadio Rufaro, Harare Zimbabue        |                                        |
|                     | Stanley Ndunduma 39' · Shacky Tauro 63' · Ephraim Chawanda 75' |                        | 29' Amade Chababe · 62' Nicolau de Souza | Árbitro(s): Wallace Mabuza Suazilandia | Árbitro(s): Wallace Mabuza Suazilandia |

Zimbabue pasó de ronda con un marcador global (4:3)
| 29 de marzo de 1987 | Senegal                                                  | 4:0 (1:0) | Guinea | -, Dakar                               |                                        |
|                     | Ngor Sarr 24' 72' · Boubacar Seck 46' · Thierno Youm 90' |           |        | Árbitro(s): Abdoulaye Sogue Mauritania | Árbitro(s): Abdoulaye Sogue Mauritania |

| 12 de abril de 1987 | Guinea | 0:0 (0:0) (Global 0:4) | Senegal | -, Conakri Guinea               |  |
|                     |        |                        |         | Árbitro(s): Modibo N'Diaye Mali |  |

Senegal pasó de ronda con un marcador global (4:0)
| 29 de marzo de 1987 | Sudán          | 1:0 | Tanzania | -, Jartum Sudán |  |
|                     | Waleed Tashein |     |          |                 |  |

| 11 de abril de 1987 | Tanzania          | 1:1 (1:0) (Global 1:2) | Sudán             | -, Dar es-Salam Tanzania |  |
|                     | Kassim Manara 19' |                        | 59' Majdi Kassala |                          |  |

Sudán pasó de ronda con un marcador global (2:1)
| 29 de marzo de 1987 | Zaire                                       | 3:0 | Angola | -, Kinsasa Zaire                    |                                     |
|                     | Tuebi Tueba · Jean-Santos Muntubila · Nkama |     |        | Árbitro(s): Kabalamuna Chayu Zambia | Árbitro(s): Kabalamuna Chayu Zambia |

| 11 de abril de 1987 | Angola    | 1:0 (1:0) (Global 1:3) | Zaire | -, Luanda Angola                        |                                         |
|                     | Jesus 19' |                        |       | Árbitro(s): Gabriel Ondziel-Dinga Congo | Árbitro(s): Gabriel Ondziel-Dinga Congo |

Zaire pasó de ronda con un marcador global (3:1)
| 30 de marzo de 1987 | Ghana                 | 1:2 (0:1) | Sierra Leona        | -, Acra Ghana            |                          |
|                     | Karim Abdul Razak 80' |           | 5' 55' John Dumbuya | Árbitro(s): Coker Gambia | Árbitro(s): Coker Gambia |

| 11 de abril de 1987 | Sierra Leona | 0:0 (0:0) (Global 2:1) | Ghana | -, Freetown                       |  |
|                     |              |                        |       | Árbitro(s): Moussa Kouyaté Guinea |  |

Sierra Leona pasó de ronda con un marcador global (2:1)
|  | Libia | w/o | Zambia |  |  |

|  | Zambia | w/o | Libia |  |  |

Libia pasó de ronda después que Zambia se retirara
|  | Malaui | w/o | Ruanda |  |  |

|  | Ruanda | w/o | Malaui |  |  |

Malaui pasó de ronda después que Ruanda se retirara

## Segunda ronda
| Zaire        | vs | Senegal | Costa de Marfil | vs | Malawi   |
| Sudán        | vs | Camerún | Kenia           | vs | Zimbabue |
| Sierra Leona | vs | Nigeria | Argelia         | vs | Libia    |

### Detalle de partidos
| 3 de julio de 1987 | Malaui       | 1:2 | Costa de Marfil  | -, Lilongüe Malaui                    |                                       |
|                    | Frank Sinalo |     | Abdoulaye Traoré | Árbitro(s): Frank Valdemarca Zimbabue | Árbitro(s): Frank Valdemarca Zimbabue |

| 19 de julio de 1987 | Costa de Marfil               | 2:0 (Global 4:1) | Malaui | -, Abiyán Costa de Marfil                |                                          |
|                     | Abdoulaye Traoré · Joël Tiéhi |                  |        | Árbitro(s): Mohamed Hussam El-Din Egipto | Árbitro(s): Mohamed Hussam El-Din Egipto |

Costa de Marfil clasificó con un marcador global (4:1)
| 4 de julio de 1987 | Nigeria                         | 3:0 | Sierra Leona | Estadio Surulere, Lagos Nigeria |                                |
|                    | Humphrey Edobor · Samson Siasia |     |              | Árbitro(s): Drissa Traoré Mali  | Árbitro(s): Drissa Traoré Mali |

| 18 de julio de 1987 | Sierra Leona                     | 2:0 (1:0) (Global 2:3) | Nigeria | -, Freetown Sierra Leona                   |                                            |
|                     | John Dumbuya 5' · Saidu Kanu 90' |                        |         | Árbitro(s): Célestin N'Cho Costa de Marfil | Árbitro(s): Célestin N'Cho Costa de Marfil |

Nigeria clasificó con un marcador global (3:2)
| 5 de julio de 1987 | Camerún                                  | 2:0 (1:0) | Sudán | Estadio Ahmadou Ahidjo, Yaundé Camerún |                                   |
|                    | François Omam-Biyik 3' · Roger Milla 90' |           |       | Árbitro(s): Simon Bantsimba Congo      | Árbitro(s): Simon Bantsimba Congo |

| 18 de julio de 1987 | Sudán            | 1:0 (0:0) (Global 1:2) | Camerún | -, Jartum Sudán                   |                                   |
|                     | Jamal Kadous 50' |                        |         | Árbitro(s): Bekele Kidane Etiopía | Árbitro(s): Bekele Kidane Etiopía |

Camerún clasificó con un marcador global (2:1)
| 5 de julio de 1987 | Zimbabue             | 1:1 (0:0) | Kenia            | Estadio Rufaro, Harare Zimbabue           |                                           |
|                    | Stanley Ndunduma 76' |           | 88' Davis Oyiela | Árbitro(s): Diagarassen Desscann Mauricio | Árbitro(s): Diagarassen Desscann Mauricio |

| 18 de julio de 1987 | Kenia | 0:0 (0:0) (Global 1:1) | Zimbabue | Estadio Nacional Nyayo, Nairobi Kenia |  |
|                     |       |                        |          | Árbitro(s): Bester Kalombo Malaui     |  |

Kenia clasificó con un marcador global (1:1) por la Regla del gol de visitante
| 5 de julio de 1987 | Senegal | 0:0 (0:0) | Zaire | -, Dakar Senegal |  |

| 19 de julio de 1987 | Zaire | 0:0 (0:0) (4:2 p.)(Global 0:0) | Senegal | -, Kinsasa Zaire                      |  |
|                     |       |                                |         | Árbitro(s): Jean-Fidèle Diramba Gabón |  |

Zaire clasificó con un marcador global (0:0) Definición por penales (4:2)
|  | Argelia | w/o | Libia |  |  |

|  | Libia | w/o | Argelia |  |  |

Argelia clasificó después que Libia se retirara

## Clasificados
| Zaire | Costa de Marfil | Camerún | Kenia |
| Zaire | Costa de Marfil | Camerún | Kenia |
| ----- | --------------- | ------- | ----- |

| Nigeria | Argelia | Marruecos | Egipto |
| Nigeria | Argelia | Marruecos | Egipto |
| ------- | ------- | --------- | ------ |